# Distrito Regional de Bulkley-Nechako
O Distrito Regional de Bulkley-Nechako (enumerado como 2) é um dos vinte e nove distritos regionais da Colúmbia Britânica, no oeste do Canadá. De acordo com o censo de 2006, a população é de 38.243 habitantes, e área é de 73.419,01 quilômetros quadrados. A sede do distrito está na cidade de Burns Lake.